# Rikard Magnusson
Rikard Magnusson (* 10. Januar 1971) ist ein schwedischer Badmintonspieler.

## Karriere
Rikard Magnusson gewann unter anderem die Austrian International, Irish Open, Norwegian International, Malmö International, Finnish International und Portugal International. In Schweden wurde er 1997 und 1999 Meister im Herreneinzel. Als Legionär gewann er 2000 und 2001 die deutsche Mannschaftsmeisterschaft mit dem BC Eintracht Südring Berlin.

## Sportliche Erfolge
| Saison    | Veranstaltung                     | Disziplin    | Platz | Name |
| --------- | --------------------------------- | ------------ | ----- | --- |
| 1984/1985 | Schweden: Einzelmeisterschaft U15 | Herreneinzel | 1     | Rikard Magnusson (Ljungby) |
| 1988/1989 | Schweden: Einzelmeisterschaft U19 | Herreneinzel | 1     | Rickard Magnusson (Ljungby) |
| 1988/1989 | Schweden: Einzelmeisterschaft U19 | Herrendoppel | 1     | Anders Hansson / Rickard Magnusson (MBK / Ljungby) |
| 1989/1990 | Schweden: Einzelmeisterschaft U22 | Herreneinzel | 1     | Rickard Magnusson (Ljungby) |
| 1990/1991 | Schweden: Einzelmeisterschaft U22 | Herrendoppel | 1     | Anders Hansson / Rickard Magnusson (MBK) |
| 1991      | Austrian International            | Herreneinzel | 1     | Rikard Magnusson |
| 1991/1992 | Schweden: Einzelmeisterschaft U22 | Herrendoppel | 1     | Anders Hansson / Rickard Magnusson (MBK) |
| 1994      | Irish Open                        | Herreneinzel | 1     | Rikard Magnusson |
| 1994      | Austrian International            | Herreneinzel | 1     | Rikard Magnusson |
| 1995      | Irish Open                        | Herreneinzel | 1     | Rikard Magnusson |
| 1995      | Norwegian International           | Herreneinzel | 1     | Rikard Magnusson |
| 1995      | Malmö International               | Herreneinzel | 1     | Rikard Magnusson |
| 1995/1996 | EBU Circuit                       | Herreneinzel | 1     | Rikard Magnusson |
| 1996      | Portugal International            | Herreneinzel | 1     | Rikard Magnusson |
| 1996      | Malmö International               | Herreneinzel | 1     | Rikard Magnusson |
| 1996      | Finnish International             | Herreneinzel | 1     | Rikard Magnusson |
| 1996/1997 | Schweden: Einzelmeisterschaft     | Herreneinzel | 1     | Rickard Magnusson (BK Aura) |
| 1998/1999 | Schweden: Einzelmeisterschaft     | Herreneinzel | 1     | Rickard Magnusson (BK Aura) |
| 1999      | Weltmeisterschaft                 | Herreneinzel | 33    | Rikard Magnusson |
| 1999/2000 | Deutsche Mannschaftsmeisterschaft | Mannschaft   | 1     | BC Eintracht Südring Berlin (Jens Olsson, Sebastian Schmidt, Kristof Hopp, Mikael Rosén, Catrine Bengtsson, Margit Borg, Rikard Magnusson, Daniel R. Eriksson)                                                               |
| 2000      | Portugal International            | Herreneinzel | 1     | Rikard Magnusson |
| 2000/2001 | Deutsche Mannschaftsmeisterschaft | Mannschaft   | 1     | BC Eintracht Südring Berlin (Vladislav Druzchenko, Karina de Wit, Rikard Magnusson, Lotte Jonathans, Jyri Aalto, Anja Weber, Peter Axelsson, Catrine Bengtsson, Jens Eriksen, Henrik Andersson, Bram Fernardin, Torsten Ost) |
| 2002/2003 | Deutsche Mannschaftsmeisterschaft | Mannschaft   | 2     | BC Eintracht Südring Berlin (Vladislav Druzchenko, Rikard Magnusson, Jyri Aalto, Peter Axelsson, Jens Eriksen, Henrik Andersson, Bram Fernardin, Torsten Ost, Karina de Wit, Lotte Jonathans, Anja Weber, Catrine Bengtsson) |